# Поцци, Хосе Педро
Хосе Педро Поцци (исп. José Pedro Pozzi SDB; 12 июля 1925 год, Вимеркате, Италия — 26 ноября 2017) — католический прелат, первый епископ Альто-Валье-дель-Рио-Негро с 22 июля 1993 года по 19 марта 2003 года. Член монашеской конгрегации салезианцев.

## Биография
Родился 12 июля 1925 года в селении Вимеркате, Италия. 25 ноября 1951 года был рукоположён в священники.
22 июля 1993 года Папа Римский Иоанн Павел II издал буллу «Quo facilius», которой учредил епархию Альто-Валье-дель-Рио-Негро и назначил Хосе Педро Поцци её первым епископом. 25 сентября 1993 года состоялось его рукоположение в епископы, которое совершил епископ Неукена Агустин Роберто Радриццани в сослужении с епископом Сан-Хусто Хорхе Артуро Майнвилем и епископ Санта-Росы Ринальдо Фидель Бредисе.
19 марта 2003 года подал в отставку.